# Sympathy for the Devil
Sympathy for the Devil – piosenka z repertuaru brytyjskiego zespołu rockowego The Rolling Stones. Po raz pierwszy pojawiła się na płycie Beggars Banquet (1968), jako utwór otwierający album.
W 2004 utwór został sklasyfikowany na 32. miejscu listy 500 utworów wszech czasów magazynu „Rolling Stone”.

## Wykonanie i tekst
Tekst piosenki powstał z inspiracji powieścią Michaiła Bułhakowa Mistrz i Małgorzata.
Opublikowanie go spotkało się z oskarżeniami środowisk chrześcijańskich o promowanie przez zespół satanizmu.
Narracja utworu napisanego w duecie z Keithem Richardsem i śpiewanego przez Micka Jaggera prowadzona jest w pierwszej osobie z ponadczasowej perspektywy. Tytuł piosenki może wskazywać, że to Szatan (personifikacja zła) opowiada o swoich dokonaniach, ale kolejne zwrotki sugerują coś bardziej przyziemnego, jak relatywizm moralny czy banalność zła. Podmiot liryczny w przewrotny sposób skupia się na ekspozycji mniej pożądanej – ciemnej – strony dualizmu człowieczeństwa, na negatywnych aspektach nadużycia bogactwa i władzy, spaczeniu gustu (I’m a man of wealth and taste). Wyraźnie jest to przedstawione w zwrotce o śmierci dwóch braci Kennedych (w pierwotnym tekście mowa jest tylko o właśnie zastrzelonym Robercie), których zabójcami mają być pierwszoosobowy narrator i odbiorca jego przekazu (When after all/It was you and me). Jeszcze dobitniej dwoistość natury ludzkiej wybrzmiewa w końcowej części utworu, gdzie podmiot liryczny proponuje nazywać siebie Lucyferem (Just call me Lucifer); by zniechęcić słuchacza do siebie, deklaruje własne niepohamowanie (Cause I’m in need of some restraint). Przemilczana przez autora tekstu alegoryczna konkluzja może zawierać się w niemożliwości istnienia dobra bez zła, tak jak nieodłączni wydają się Bóg z Szatanem.

## Inne wersje
Piosenka zyskała sporą popularność i była wielokrotnie wykonywana i nagrywana przez innych artystów, między innymi Jane’s Addiction (1987), Blood, Sweat and Tears (pod tytułem Symphony For the Devil), Guns N’ Roses (1994), Tiamat (1999) czy Ozzy’ego Osbourne’a (2005), a także Motörhead w 2015. Wersja w wykonaniu Guns N’ Roses znalazła się również na ścieżce dźwiękowej filmu Wywiad z wampirem (1994).
Utwór ten nagrał także darkambientowy projekt Coph Nia (album „Dark Illuminati”). Wersja ta oparta jest na monotonnej deklamacji, mrocznej melodii i chóralnych zaśpiewach w tle, odbiegając znacząco od jakiegokolwiek wykonania rockowego.
W 2007 roku powstała wersja tego utworu w wykonaniu polskiego zespołu Sweet Noise.
Motyw przewodni tego utworu został wykorzystany w filmie Gregory’ego Hoblita W sieci zła, z Denzelem Washingtonem i Johnem Goodmanem w rolach głównych.
Piosenkę wykorzystano również podczas jednego z etapów kampanii gry Call of Duty: Black Ops.
Piosenka została użyta i wspomniana w filmie Focus reżyserii Glenna Ficarra i Johna Requa.